# Samorząd zawodu zaufania publicznego
Samorząd zawodu zaufania publicznego, często określany jako samorząd zawodowy sensu stricto (ostatnie pojęcie jest nieprecyzyjnie, jako że zastosowano je również w odniesieniu do innych ustawowo powołanych rodzajów samorządu) – to powołana w drodze ustawy w oparciu o art 17 ust. 1. Konstytucji Rzeczypospolitej Polskiej organizacja samorządowa działająca w formie zrzeszenia stanowiącego korporację prawa publicznego niepodlegającą wpisowi do Krajowego Rejestru Sądowego, której organom powierzono w imieniu państwa pieczę nad należytym wykonywaniem przez swoich członków zawodu regulowanego stanowiącego profesję o wysokim znaczeniu społecznym, wymagającą odpowiednich kwalifikacji nie tylko zawodowych i zdrowotnych, ale także charakterologicznych, tj. moralnych i etycznych oraz podlegającej właściwym tożsamym normom, określanej mianem zawodów zaufania publicznego,  wymagających dochowania tajemnicy zawodowej o zdrowiu, majątku i poufnych sprawach swoich pacjentów i klientów.
Obecnie w Polsce 24 ustawy stanowią podstawę prawną działania 17 samorządów zawodów zaufania publicznego sprawujących pieczę nad 19 takimi zawodami, w granicach interesu publicznego i dla jego ochrony.
Ogólnopolskie Porozumienie Samorządów Zawodów Zaufania Publicznego wzmacnia rolę zawodów zaufania publicznego, chroni standardy etyczne oraz buduje stabilne fundamenty dla społeczeństwa obywatelskiego i zrównoważonej gospodarki.

## Charakterystyka samorządu zaufania publicznego
Zrzeszenia takie, będące w świetle zapisów konstytucji Rzeczypospolitej Polskiej, instytucjami autonomicznymi, działającymi w granicach interesu publicznego,  których celem jest m.in. reprezentowanie wolnych zawodów w relacjach z organami państwa, podnoszenie kwalifikacji, czuwanie nad etyką wykonywania zawodu, ochrona socjalna członków, a także realizowanie zadań publicznoprawnych, ustanawiane są w drodze ustawy na podstawie Konstytucji,  w odniesieniu do danego zawodu zaufania publicznego lub ich grupy, posiadają nadaną przez ustawę osobowość prawną i organ władz krajowych, z obowiązkowym członkostwem każdej osoby wykonującej dany zawód, a ich organy sprawują w imieniu państwa rzeczywistą pieczę nad należytym wykonywaniem zawodu lub grupy zawodów przez jego członków. Mają one przywilej konstytucyjny zezwalający na ograniczenie wolności wykonywania danego zawodu oraz reglamentowanie prawa do wykonywania związanej z nim działalności gospodarczej. Samorząd zawodowy nazywany jest także izbą zawodową, a potocznie korporacją zawodową.
W drodze ustawy możliwe jest również zniesienie takiego samorządu. W okresie Polski Ludowej spotkało to po 1950 r. samorządy lekarzy, lekarzy dentystów, lekarzy weterynarii, farmaceutów oraz notariuszy, reaktywowane dopiero w latach 1989–1991, natomiast po 1990 r. jedynym zniesionym samorządem był samorząd urbanistów.

### Ustrój i kompetencje
Ustawa dotycząca danego zawodu nadaje wprost osobowość prawną takiemu samorządowi, jako jednolitej organizacji ogólnokrajowej, albo osobno dla jednostek terenowych i dla zrzeszającej je reprezentacji krajowej, pomimo iż nie podlegają one rejestracji w Krajowym Rejestrze Sądowym. Wyposaża samorząd we władztwo administracyjne umożliwiające sprawowania realnej pieczy nad wykonywaniem zawodu, przyznaje prawo i nakłada obowiązek posługiwania się pieczęcią urzędową organu administracji publicznej [okrągłą z godłem państwowym, wykonaną przez Mennicę Polską w oparciu o prawny monopol], określa organ władz krajowych, zabrania ingerencji w określone aspekty wykonywania zawodu nienależącym do niego zwierzchnikom służbowym, ponadto chroni niezależność samorządu poprzez nałożenie na pracodawców ustawowych ograniczeń w rozwiązywaniu stosunku pracy z osobami pełniącymi w samorządzie funkcję określonego organu lub członka organu, a także nakłada na każdą osobę wykonującą zawód obowiązek członkostwa w samorządzie, w tym opłacania składek członkowskich pod rygorem egzekucji administracyjnej, zapewniając w ten sposób niezależność finansową samorządu.
W ramach każdego samorządu działają też dwie instancje quasi-sądowych organów orzekających w przedmiocie odpowiedzialności zawodowej, które mogą wymierzać kary sięgające nawet dożywotniego pozbawienia uprawnień (podczas gdy sądy powszechne i wojskowe mogą zakazać wykonywania takiego zawodu na okres nie dłuższy niż 5 lat), również w przypadku wystąpienia obwinionego z samorządu przed wydaniem orzeczenia, przy czym wyjątek stanowi samorząd komorniczy, dla którego członków organem odwoławczym jest sąd apelacyjny. Prawomocne orzeczenia organu odwoławczego są wiążące dla organów administracji publicznej, podlegając wyłącznie skardze kasacyjnej do Izby Odpowiedzialności Zawodowej Sądu Najwyższego albo – w przypadku pięciu spośród tych zawodów – skardze do wydziału karnego sądu apelacyjnego, od którego orzeczenia kasacja do Sądu Najwyższego w takim przypadku nie przysługuje.

### Ustawy regulujące samorządy zawodów zaufania publicznego
Od 2023 r. łącznie dwadzieścia cztery ustawy stanowią podstawę prawną funkcjonowania siedemnastu samorządów zawodowych dla dziewiętnastu zawodów zaufania publicznego:
- ustawa z dnia 14 lutego 1991 r. – Prawo o notariacie[19], powołująca samorząd notariuszy[20],
- ustawa z dnia 11 maja 2017 r. o biegłych rewidentach, firmach audytorskich oraz nadzorze publicznym[21], powołująca samorząd zawodowy biegłych rewidentów (audytorów),
- ustawa z dnia 22 marca 2018 r. o komornikach sądowych[22], powołująca samorząd komorników sądowych,
- ustawy dotyczące zawodów, do których zastosowanie ma także ustawa z dnia 5 lipca 2002 r. o świadczeniu przez prawników zagranicznych pomocy prawnej w Rzeczypospolitej Polskiej[23]:
  - ustawa z dnia 26 maja 1982 r. – Prawo o adwokaturze[24] regulująca status adwokatury, czyli samorządu zawodowego adwokatów,
  - ustawa z dnia 6 lipca 1982 r. o radcach prawnych[25] powołująca samorząd zawodowy zrzeszający ogół radców prawnych,
- ustawy dotyczące zawodów, do których zastosowanie ma także ustawa z dnia 22 grudnia 2015 r. o zasadach uznawania kwalifikacji zawodowych nabytych w państwach członkowskich Unii Europejskiej[26]:
  - ustawa z dnia 5 lipca 1996 r. o doradztwie podatkowym[27], powołująca samorząd zawodowy doradców podatkowych,
  - ustawa z dnia 11 kwietnia 2001 r. o rzecznikach patentowych[28], określająca zasady i warunki wykonywania zawodu rzecznika patentowego oraz organizację i zakres działania samorządu rzeczników patentowych,
  - ustawa z dnia 8 czerwca 2001 r. o zawodzie psychologa i samorządzie zawodowym psychologów[29],
  - ustawa z dnia 1 grudnia 2022 r. o zawodzie ratownika medycznego oraz samorządzie ratowników medycznych[30], powołująca samorząd zawodowy ratowników medycznych,
  - ustawy regulujące samorząd zawodowy lekarzy weterynarii:
    - ustawa z dnia 21 grudnia 1990 r. o zawodzie lekarza weterynarii i izbach lekarsko-weterynaryjnych[31], określająca zasady wykonywania zawodu oraz powołująca samorząd lekarzy weterynarii,
    - zasady prowadzenia przez samorząd rejestracji i nadzoru nad działalnością regulowaną lekarzy weterynarii określa ustawa z dnia 18 grudnia 2003 r. o zakładach leczniczych dla zwierząt[32],

  - ustawy regulujące samorząd zawodowy farmaceutów:
    - ustawa z dnia 19 kwietnia 1991 r. o izbach aptekarskich[33], czyli samorządzie zawodowym farmaceutów,
    - sam zawód reguluje ustawa z dn. 10 grudnia 2020 r. o zawodzie farmaceuty[34],

  - ustawy regulujące samorządy zawodowe architektów i inżynierów budownictwa:
    - ustawa z dnia 15 grudnia 2000 r. o samorządach zawodowych architektów oraz inżynierów budownictwa[35], powołująca samorząd zawodowy architektów zrzeszający osoby posiadające lub nabywające uprawnienia budowlane w specjalności architektonicznej, a także osobny samorząd inżynierów budownictwa zrzeszający osoby posiadające lub nabywające uprawnienia w specjalności konstrukcyjno-budowlanej, inżynieryjnej lub instalacyjnej; oba samorządy wydają uprawnienia uprawniające do projektowania albo kierowania robotami budowlanymi, albo łącznie do projektowania i kierowania robotami budowlanymi,
    - same zawody reguluje ustawa z dnia 7 lipca 1994 r. - Prawo budowlane[36],

  - ustawy dotyczące samorządów zawodowych, dla których zasady prowadzenia przez nie rejestracji i nadzoru nad działalnością regulowaną w formie praktyki zawodowej reguluje ustawa z dnia 15 kwietnia 2011 r. o działalności leczniczej[37]:
    - ustawa z dnia 25 września 2015 r. o zawodzie fizjoterapeuty[38], powołująca samorząd zawodowy fizjoterapeutów,
    - ustawa z dnia 15 września 2022 r. o medycynie laboratoryjnej[39], powołująca samorząd zawodowy diagnostów laboratoryjnych,
    - ustawy regulujące samorząd zawodowy lekarzy i lekarzy dentystów:
      - ustawa z dnia 2 grudnia 2009 r. o izbach lekarskich[40], czyli samorządzie zawodowym lekarzy i lekarzy dentystów,
      - same zawody reguluje ustawa z dnia 5 grudnia 1996 r. o zawodach lekarza i lekarza dentysty[41],

    - ustawy regulujące samorząd zawodowy pielęgniarek i położnych:
      - ustawa z dnia 1 lipca 2011 r. o izbach pielęgniarek i położnych[42], czyli samorządzie zawodowym pielęgniarek i położnych,
      - same zawody reguluje ustawa z dnia 15 lipca 2011 r. o zawodach pielęgniarki i położnej[43].

## Wymiana informacji z organami państw członkowskich, agencjami Unii Europejskiej oraz Europejskim Urzędem Patentowym

### Europejska Sieć Sądowa w sprawach karnych i Eurojust
Możliwość przekazania do wykonania z Polski do innego państwa członkowskiego Unii Europejskiej, albo przejęcia do wykonania z innego państwa członkowskiego Unii Europejskiej do Polski, prawomocnego orzeczenia dyscyplinarnego dotyczącego osoby wykonującej zawód zaufania publicznego, poprzez Europejska Sieć Sądową w sprawach karnych i Eurojust, istnieje w niewielkim tylko ich odsetku, jako że polski kodeks postępowania karnego dopuszcza w sprawach innych, niż dotyczące przestępstw, przekazywanie albo przejmowanie jedynie orzeczeń nakładających karę pieniężną, natomiast orzeczenia nakładające inne środki karne mogą być przekazywane lub przyjmowane do wykonania wyłącznie w przypadkach przestępstw (a nie deliktów dyscyplinarnych o znamionach przestępstwa), należących z kolei do wyłącznej kompetencji orzeczniczej sądu karnego. Z tych samych względów, a także ze względu za zakres stosowania kodeksu karnego, ograniczony przez generalne klauzule odsyłające zawarte w ustawach o poszczególnych samorządach zawodowych, do jego rozdziałów I-III i art. 53 (ale nie rozdziału XIII, dotyczącego odpowiedzialności za przestępstwa popełnione za granicą), niemożliwe jest także przekazywanie z Polski ani przejmowanie do Polski do prowadzenia postępowań dyscyplinarnych, jeżeli w obu państwach zawód wykonywany był „stale i zgodnie z prawem”, tj. w oparciu o pełne uznanie kwalifikacji i pełną rejestrację. W doktrynie brak jest natomiast jednoznacznego stanowiska, czy samo przejęcie przez wymiar sprawiedliwości do Polski zagranicznego postępowania albo wyroku karnego, czy też zagranicznego orzeczenia innego organu o karze pieniężnej, usuwałoby powyższe przeszkody i uprawniałoby samorząd zawodowy do wszczęcia w Polsce postępowania dyscyplinarnego za czyn popełniony za granicą, w razie braku stosownego ostrzeżenia w systemach IMI albo KEONA (patrz niżej).